# Saint-Élix-Theux
Saint-Élix-Theux (gaskognisch: Sent Helitz e Teus) ist eine französische Gemeinde mit 87 Einwohnern (Stand 1. Januar 2022) im Département Gers in der Region Okzitanien (bis 2015 Midi-Pyrénées); sie gehört zum Arrondissement Mirande und zum Gemeindeverband Astarac Arros en Gascogne. Die Bewohner nennen sich Saint-Élixois/Saint-Élixoises.

## Geografie
Saint-Élix-Theux liegt an der Petite Baïse, rund elf Kilometer südöstlich von Mirande und 26 Kilometer südwestlich von Auch im Süden des Départements Gers. Die Gemeinde besteht aus Weilern, zahlreichen Streusiedlungen und Einzelgehöften. Die Petite Baïse durchquert die Gemeinde in nördlicher Richtung. Nachbargemeinden sind Moncassin im Nordwesten und Norden, Saint-Arroman im Osten, Lagarde-Hachan im Südosten, Sauviac im Süden sowie Saint-Michel im Westen.

## Geschichte
Die Gegend wurde bereits früh besiedelt. Dies belegt die Ausgrabung einer Villa aus gallorömischer Zeit. Im Mittelalter lag Saint-Élix in der Vogtei Villefranche und Theux in der Vogtei Moncassin innerhalb der Grafschaft Astarac in der historischen Landschaft Gascogne und teilten deren Schicksal. Beide Gemeinden gehörten von 1793 bis 1801 zum District Mirande. Seit 1801 sind beide ursprüngliche Gemeinden dem Arrondissement Mirande zugeteilt und gehörten von 1793 bis 2015 zum Wahlkreis (Kanton) Mirande. Im Jahr 1821 vereinigten sich die Gemeinden Saint-Élix (1821: 269 Einwohner) und Theux (1821: 70 Einwohner) zur heutigen Gemeinde.

## Bevölkerungsentwicklung
Die Einwohnerentwicklung ist typisch für eine französische Landgemeinde. Normal sind die Entwicklungen zwischen 1793 und 1861 mit einem Wachstum und die folgende starke Landflucht. Die Bevölkerung ist deshalb heutzutage auf einem historischen Tiefpunkt.
| Jahr                       | 1962 | 1968 | 1975 | 1982 | 1990 | 1999 | 2006 | 2011 | 2020 |
| Einwohner                  | 170  | 167  | 152  | 145  | 131  | 110  | 107  | 120  | 89   |
| Quellen: Cassini und INSEE |      |      |      |      |      |      |      |      |      |

## Sehenswürdigkeiten
- Schloss Cénac
- Kirche Saint-Félix in Saint-Élix
- Kapelle Saint-Pierre (auch Saint-Eutrope genannt) in Theux
- Marienstatue
- zwei Wegkreuze an der D 127 am Friedhof und an der Kapelle von Theux
- Denkmal für die Gefallenen[3]

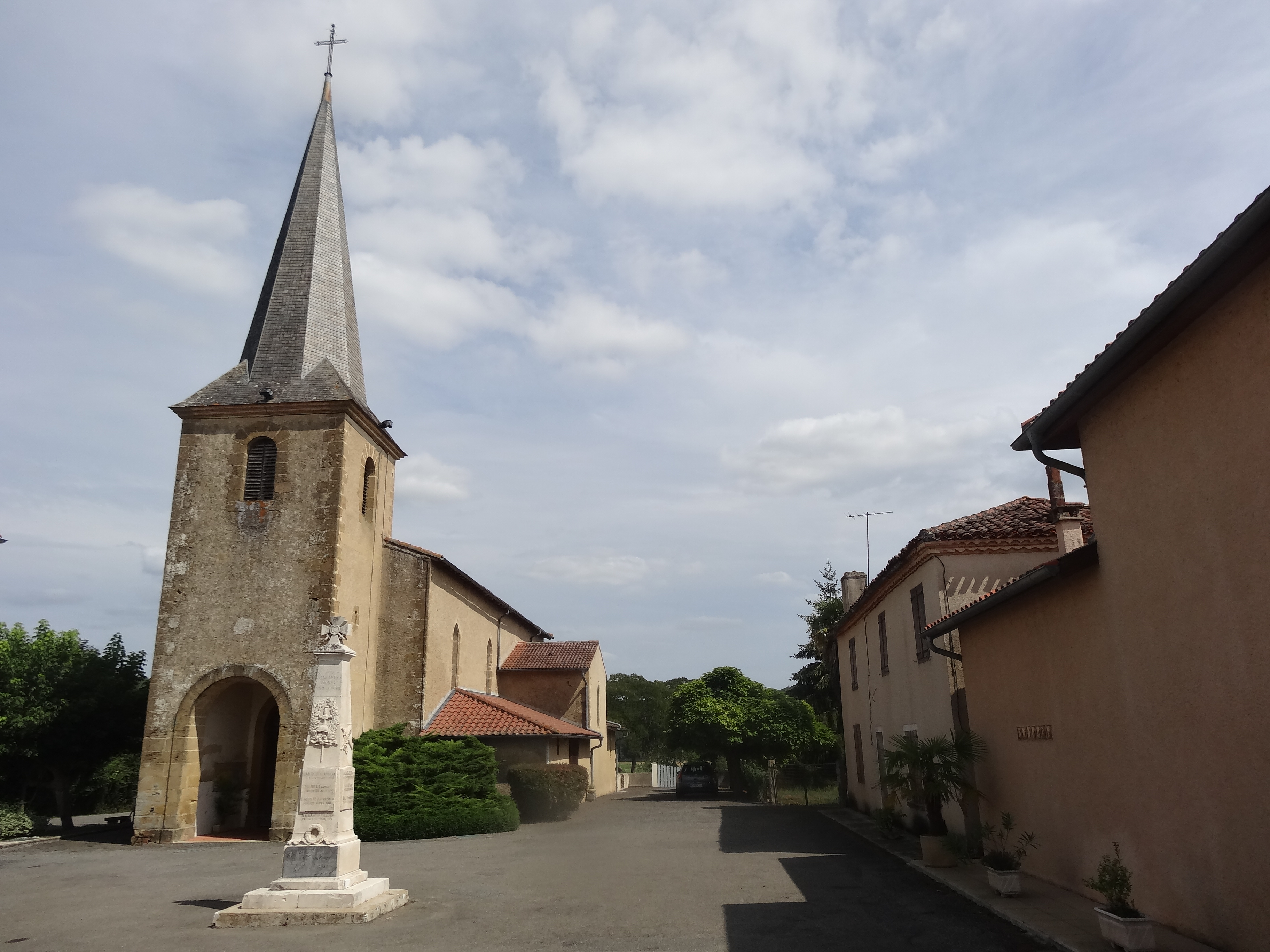
Kirche Saint-Félix in Saint-Élix
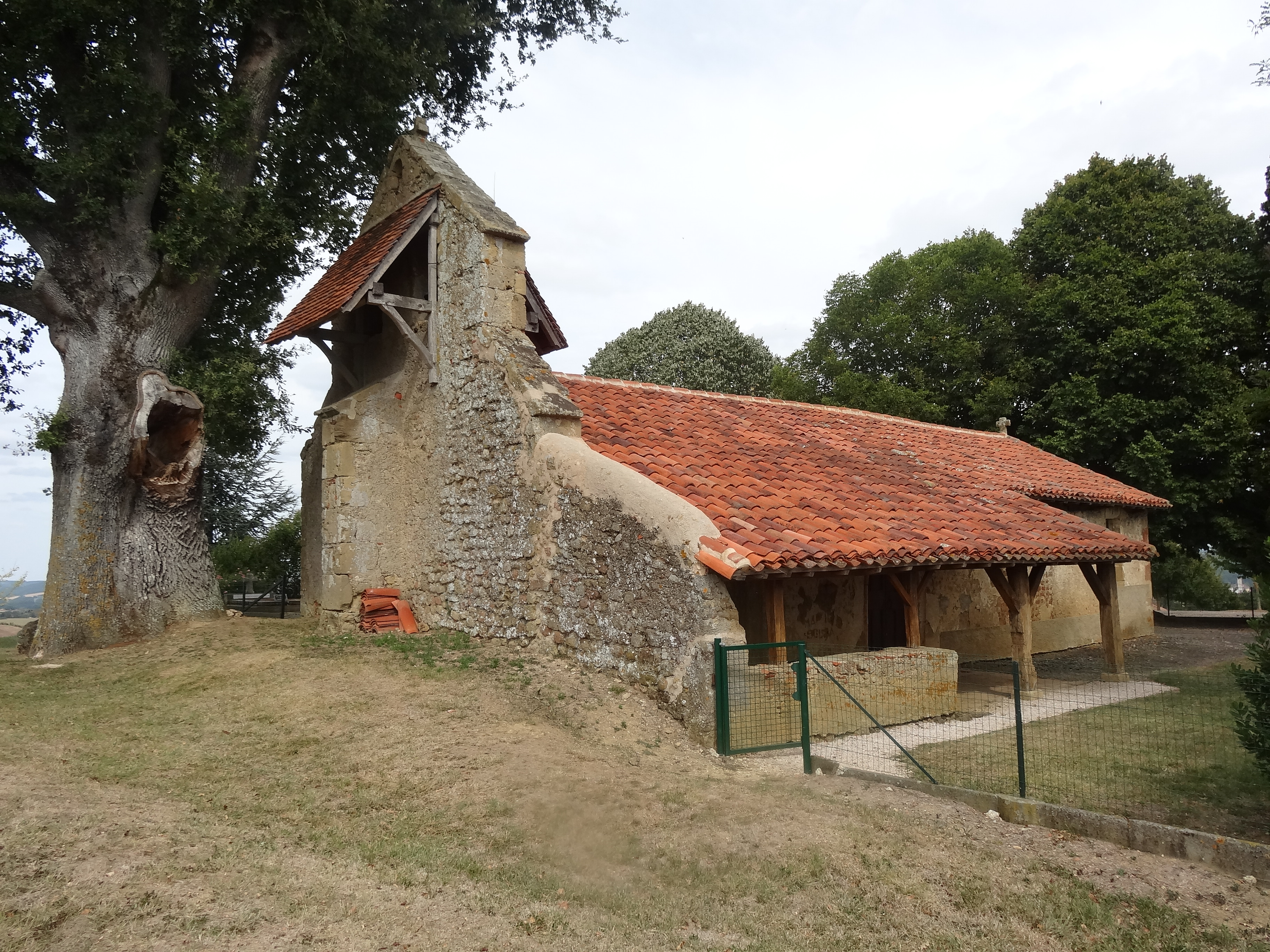
Kapelle Saint-Pierre in Theux
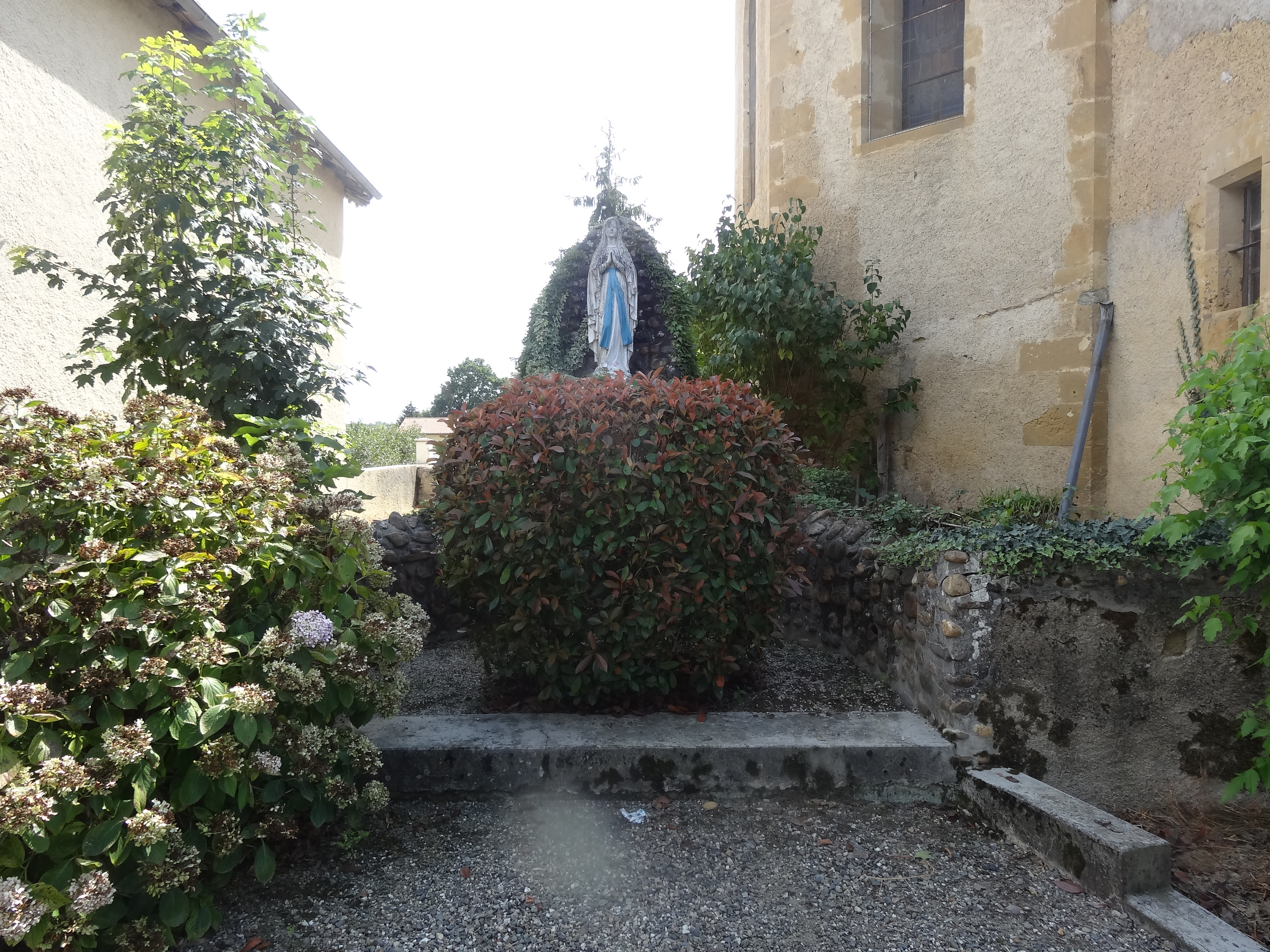
Marienstatue in Saint-Élix

## Verkehr
Die wichtigste regionale Verbindung ist die Straße D 2. Ein weiterer wichtiger regionaler Verkehrsweg ist die Straße D 127.